# گئورگی ملکومیان
گئورگی آرشالکی ملکومیان (ارمنی: Գեորգի Արշակի Մելքումյան؛ زادهٔ ۲۰ مارس ۱۹۳۲) یک سیاستمدار اهل ارمنستان بود که از تاریخ ۱۹۴۷ تا تاریخ ۱۹۵۵ سمت وزیر ارتباطات ارمنستان شوروی را برعهده داشت.

## زندگی‌نامه
در ۲۰ مارس ۱۹۳۲ به دنیا آمد 

## یادداشت
1. ↑  ԽՀՍՀ կապի նախարար
2. ↑  ԽՍՀՄ կապի ժողկոմատի (1946 թ. նախարարության), ՀԽՍՀ լիազոր